# Lied für einen Freund
Lied für einen Freund (em português "Canção para um amigo") foi a canção alemã para o Festival Eurovisão da Canção 1988 interpretada em alemão por Maxi & Chris Garden.
A canção foi a 11ª a ser interpretada na noite do Festival (depois de Jump the Gun da Irlanda com Take Him Home e antes de Wilfried da Áustria com Lisa Mona Lisa. No encerramento da votação recebeu 48 pontos ficando em 14º lugar (entre 21 países).
A canção, escrita e composta por Ralph Siegel e Bernd Meinunger, é uma balada que acentua o piano como instrumento principal (a piano-led), com o duo (Maxi & Chris Garden) dedicando uma "simples e sincera" canção para um amigo – uma vez que estas também são suas qualidades.